# Fidelis Bentele (Bildhauer)

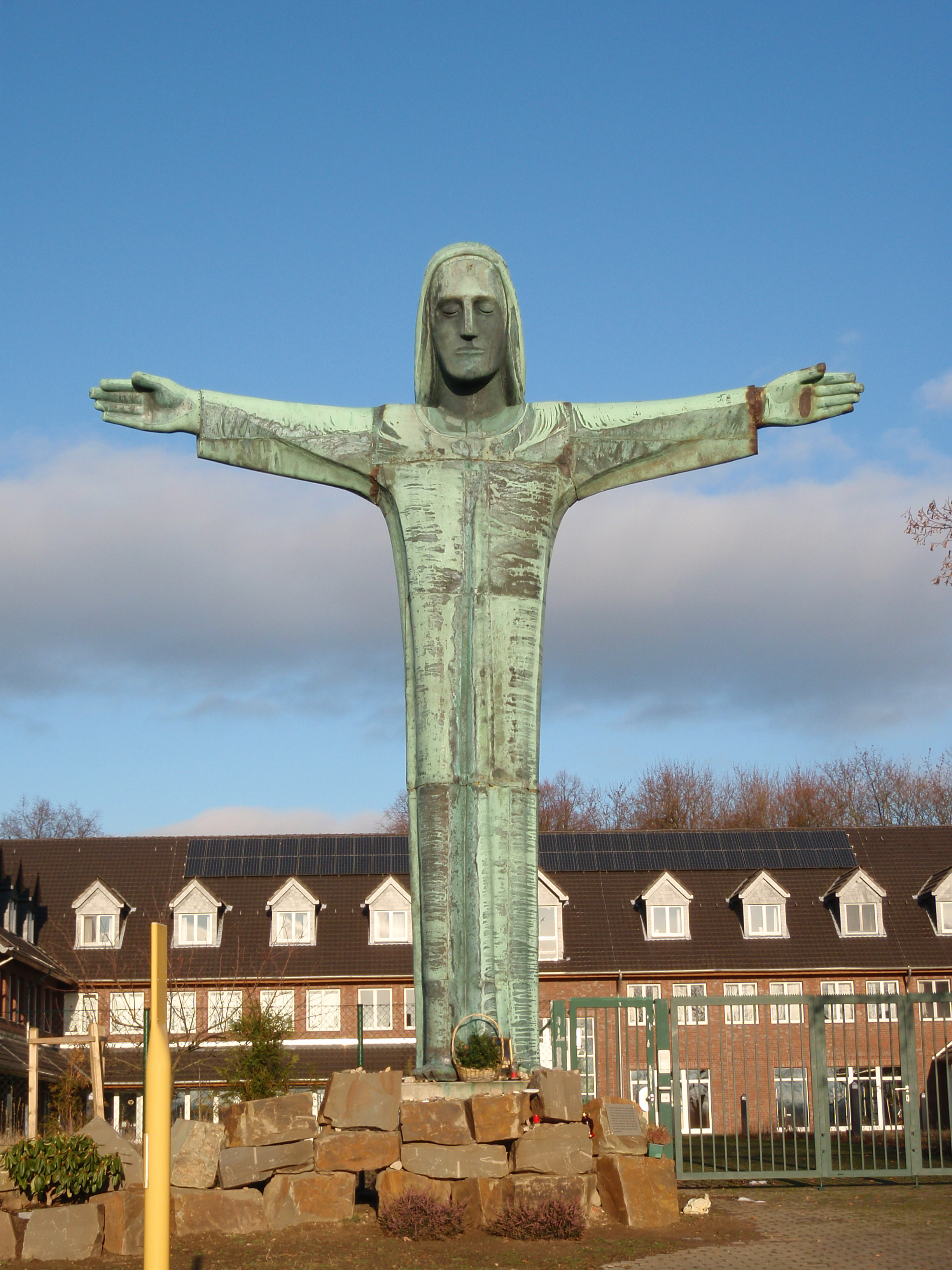
Christusstatue auf dem Gelände der Steyler Missionare in Sankt Augustin

Fidelis Bentele (* 26. August 1905 in Buchenegg; † 8. Juni 1987 in Oberstaufen) war ein deutscher Bildhauer, der sich einen nationalen und internationalen Ruf im Bereich der Christlichen Kunst erwarb. Er trat auch als Krippenschnitzer hervor.

## Leben und Werk

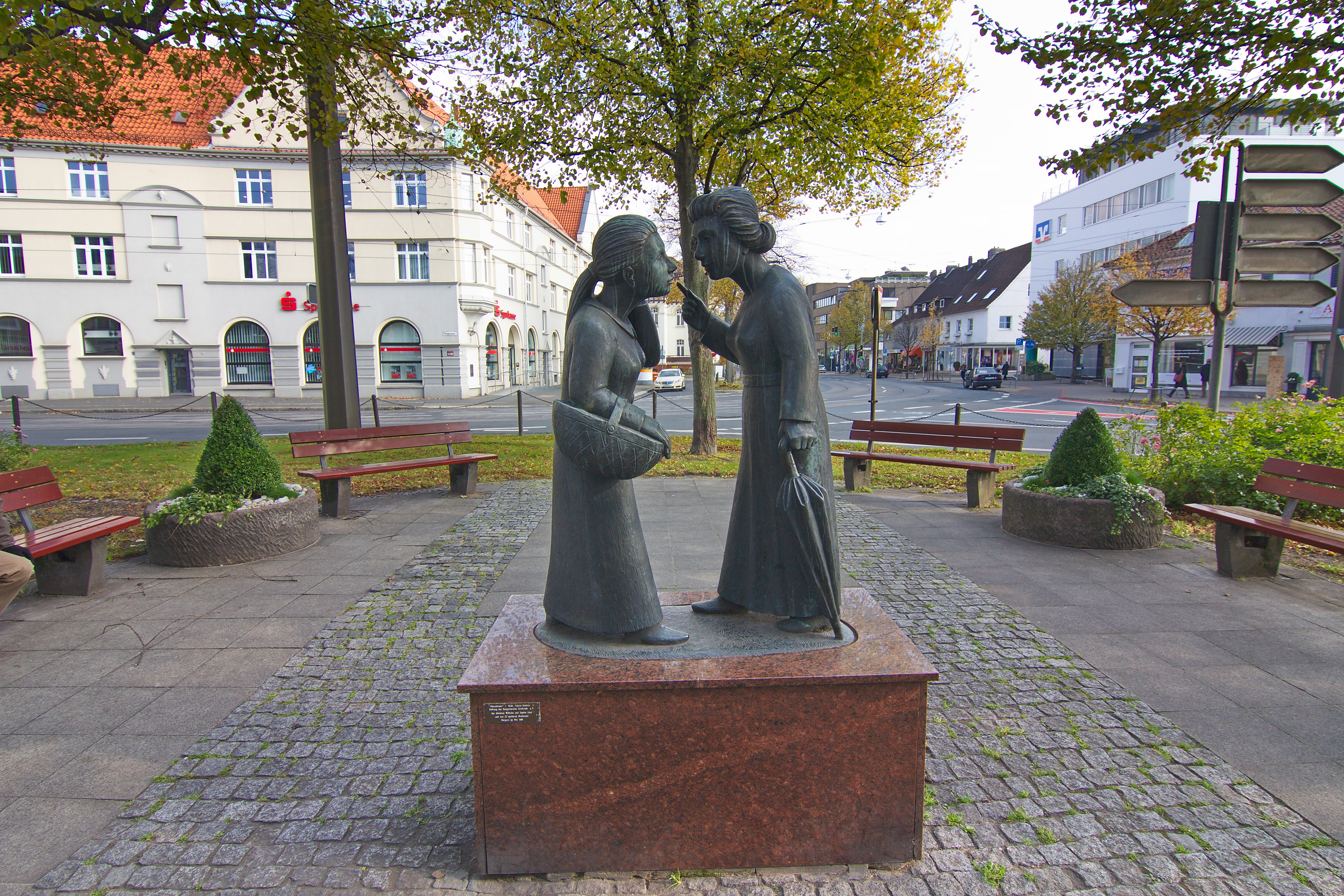
Der Klönschnack

Bentele lernte zunächst bei Erich Kuhn (1890–1967) in Düsseldorf und studierte anschließend an der Münchner Kunstakademie bei Adolf Fleischmann und Karl Killer sowie bei Josef Fassnacht (1873–1954).
Sein Gesamtwerk beinhaltet hauptsächlich Plastiken sakraler Art, wie zum Beispiel für Kirchen. Jedoch entstanden auch profane Werke, darunter Porträtbüsten namhafter Persönlichkeiten, unter anderem von Papst Pius XII., Kardinal von Galen, Albert Schweitzer, Gertrud von Le Fort, Pablo Casals, Jean Cocteau und Yehudi Menuhin. Er arbeitete hauptsächlich mit Stein und Bronze, manchmal auch mit Holz. Seine künstlerische Handschrift stand in der Stilnachfolge Ernst Barlachs.
Benteles Plastiken wurden weltweit ausgestellt und ausgezeichnet. Im Jahr 1961 stellte er in Köln aus, 1971 in der Galleria d’Arte Il Semaforo in Florenz.
Eine Straße in Oberstaufen wurde nach ihm benannt.

## Werk
Die Figur auf dem Fischerbrunnen am Rathaus in Langenargen soll an die Fischertradition des Ortes erinnern. Auch die Klönschnack genannte Plastik an Kirchrodes Klönschnackplatz stammt aus seinem Atelier. Werke von ihm sind auf dem Auktionsmarkt selten zu finden.